# Kortnäbbad sotkakadua
Kortnäbbad sotkakadua (Zanda latirostris) är en utrotningshotad kakadua som är endemisk för sydvästra Australien.

## Utseende och läten
Kortnäbbad sotkakadua är en stor kakadua, cirka 54–56 centimeter lång. Större delen av fjäderdräkten är svart, men örontäckarna och delar av stjärten är vita. Honan är mer gulaktig på örontäckarna och näbben är mer benfärgad än svart eller gråsvart. Liknande långnäbbad sotkakadua har som namnet avslöjar längre näbb och något annorlunda läten.

## Utbredning och levnadssätt
Fågeln förekommer endast i skogsmark och buskmark i sydvästra Australien. Födan består av frön och insektslarver. 

## Släktestillhörighet
Tidigare fördes kortnäbbad sotkakadua tillsammans med  långnäbbad och gulstjärtad sotkakadua till släktet Calyptorhynchus, men lyfts numera oftast ut till det egna släktet Zanda.

## Status och hot
Kortnäbbad sotkakadua minskar relativt kraftigt i antal till följd av habitatförlust. Internationella naturvårdsunionen IUCN kategoriserar arten som starkt hotad. Beståndet uppskattas till mellan 20 000 och 52 000 vuxna individer.